# Everybody Goes
Singles de Nanase Aikawa
Kagiri Aru Hibiki
(2005) tAttoo
(2009)
Everybody Goes est le 27e single de Nanase Aikawa, sorti sous le label Avex Trax le 15 février 2006 au Japon. Il atteint la 78e place du classement de l'Oricon et reste classé pendant 2 semaines pour un total de 2 000 exemplaires vendus. Everybody Goes se trouve sur la compilation Rock or Die et se trouvait déjà sur le mini album R.U.O.K?!.

## Liste des titres
| 1. | Everybody Goes                    |  |
| 2. | Everybody Goes (TV Ver.)          |  |
| 3. | Everybody Goes (English Ver.)     |  |
| 4. | Everybody Goes (Original Karaoke) |  |

Edition limitée CD+DVD
| 1. | Everybody Goes                    |  |
| 2. | Everybody Goes (English Ver.)     |  |
| 3. | Everybody Goes (Original Karaoke) |  |

| 1. | Everybody Goes (PV) |  |
| 2. | Special Interview   |  |